# Höfisch galanter Roman
Gegenüber dem galanten Roman ist der höfisch galante Roman vor allem ein Konstrukt der germanistischen Literaturgeschichtsschreibung des 20. Jahrhunderts. Man spricht vom „höfisch galanten Roman“ zumeist dort, wo man Debatten über die breite Produktion des ausgehenden 17. und frühen 18. Jahrhunderts eindämmen will. Der „höfisch galante Roman“ beschränkt den Blick auf Romane, die in ihrem Aufbau dem sogenannten „höfischen Roman des Barock“ ähneln, jedoch bereits das galante Ideal aufweisen.
Kapitel in Literaturgeschichten, die den „höfisch galanten Roman“ erwähnen, nutzen ihn zumeist für die Generalthese, der Roman um 1700 sei wenig mehr als eine letzte Ausprägung des hohen Romans des Barock gewesen, also ein Roman, der außer dem Galanten nichts Neues mehr hervorbrachte. Fahrlässig ist jede solche Behauptung, sobald mit ihr das breite Romanangebot des frühen 18. Jahrhunderts ausgeblendet wird, das in seinen Themen keineswegs auf den Hof beschränkt blieb.
Eingehender zum Roman um 1700 die Artikel Roman, Galant und Galanter Roman.